# يفغيني كوفاليف
يفغيني كوفاليف (بالروسية: Ковалёв, Евгений Александрович)‏ مواليد 6 مارس 1989 في موسكو، هو دراج روسي. شارك في دورة الألعاب الأولمبية الصيفية.

## روابط خارجية
- يفغيني كوفاليف على موقع أرشيف الدراجات (الإنجليزية)
- يفغيني كوفاليف على موقع إحصائيات الدراجات الإحترافية (الإنجليزية)
- يفغيني كوفاليف على موقع نسبة الدراجات (الإنجليزية)
- يفغيني كوفاليف على موقع اللجنة الأولمبية الدولية (الإنجليزية)
- يفغيني كوفاليف على موقع أوليمبيديا (الإنجليزية)